# 雪儿·海特
雪儿·海特（英語：Shere Hite，1942年11月2日—2020年9月9日），是美裔德国性教育家、女权主义者。生于美国，1995年放弃美国国籍，加入德国籍。
海特的主要工作是女性性学研究。出版过《海特性学报告》等畅销性学读物。

## 生平
雪儿·海特出生于密苏里州圣约瑟夫市，父母是Paul Gregory和Shirley Hurt Gregory，后来她从继父Raymond Hite那里继承了海特（Hite）的姓。1967年，海特从普林斯頓大学拿到了历史学硕士学位，随后进入纽约哥伦比亚大学攻读社会史学博士，但并没有完成，她后来回忆说是因为当时哥伦比亚的保守气氛与她的女权思想格格不入。在哥大求学期间，她曾在《花花公子》杂志拍裸照。
她曾经在日本大学、重庆大学和佛罗里达州的Maimonides University任教。

## 研究
雪儿·海特的研究主要是个人的性体验及其意义。她研究的结论是70%的女性无法通过抽插式性交达到高潮，而如果通过手淫或其他方式直接刺激阴蒂则她们很容易获得高潮。她和伊丽莎白·洛伊德批评马斯特和强生的理论，认为他们将传统社会观念歪曲了他们的性学研究——如在传统的插入式性交中阴蒂可以获得足够的间接刺激以达到高潮，而不能用此种方式达到高潮的女性被贴上了性无能的标签。她承认马斯特和强生的研究的意义，但认为他们在实验室研究那些通过抽插式性交即可达到高潮的女性是基于一种传统的错误的假设：抽插式性交才是正常的性行为。
她的研究方法是个人汇报的调查问卷：广泛发放调查问卷，收集千万份自愿的匿名回复，然后对其研究分析，得出结论。一些对此方法的批评指出因为问卷的问题是关于性行为这种敏感话题，因此多数人是不回复的，这样会造成样本偏差，从中得出的结论无法代表大多数相关人群。而海特的支持者指这种研究方法比只研究妓女或在实验室研究靠插入就能获得性高潮的少数女人更能获得女人性行为的的真实情况。
她的研究方法也经常在讨论研究偏差时被提及。斯坦福大学的心理学教授菲利普·津巴多曾讨论过样本偏差对海特的调查结论的影响。在关于婚姻满意度问题上，98%的回复表示不满意，75%的回复称自己有婚外情，而收到的回复只占总调查问卷的4%。那些对生活不满意的人更愿意写调查回复，因此可能造成很大的样本偏差，津巴多称之为“科学研究型新闻报道”。

## 个人生活
雪儿·海特没有子女，1985年她和小她19岁的德国钢琴家弗里德里希·赫里克结婚，二人在1999年离婚。